# Шиханы-2
Шиханы-2 — посёлок в Вольском районе Саратовской области в составе городского поселения Муниципальное образование город Вольск.

## География
Находится на расстоянии примерно 17 километров на северо-запад от города Вольск.

## История
Бывший военный городок Вольск-18. Жилой посёлок 33-го Центрального научно-исследовательского испытательного института Министерства обороны. Научное учреждение перевели сюда в 1961 году и объединили с военно-химическим полигоном, действовавшим в Шиханах с 1930 годов.

## Население
| 2018 |
| ---- |
| 6000 |

Посёлок не выделялся отдельным населённым пунктом ни при переписи 2002 года, ни в 2010 году.

## Инфраструктура
Всего в военном городке проживают более 6 тысяч человек. Здесь находятся 27 пятиэтажек, баня, три детских сада, а также школа.